# Cylindrobasidium parasiticum
Cylindrobasidium parasiticum är en svampart som beskrevs av D.A. Reid 1988. Cylindrobasidium parasiticum ingår i släktet Cylindrobasidium och familjen Physalacriaceae.   Inga underarter finns listade i Catalogue of Life.